# Vepr

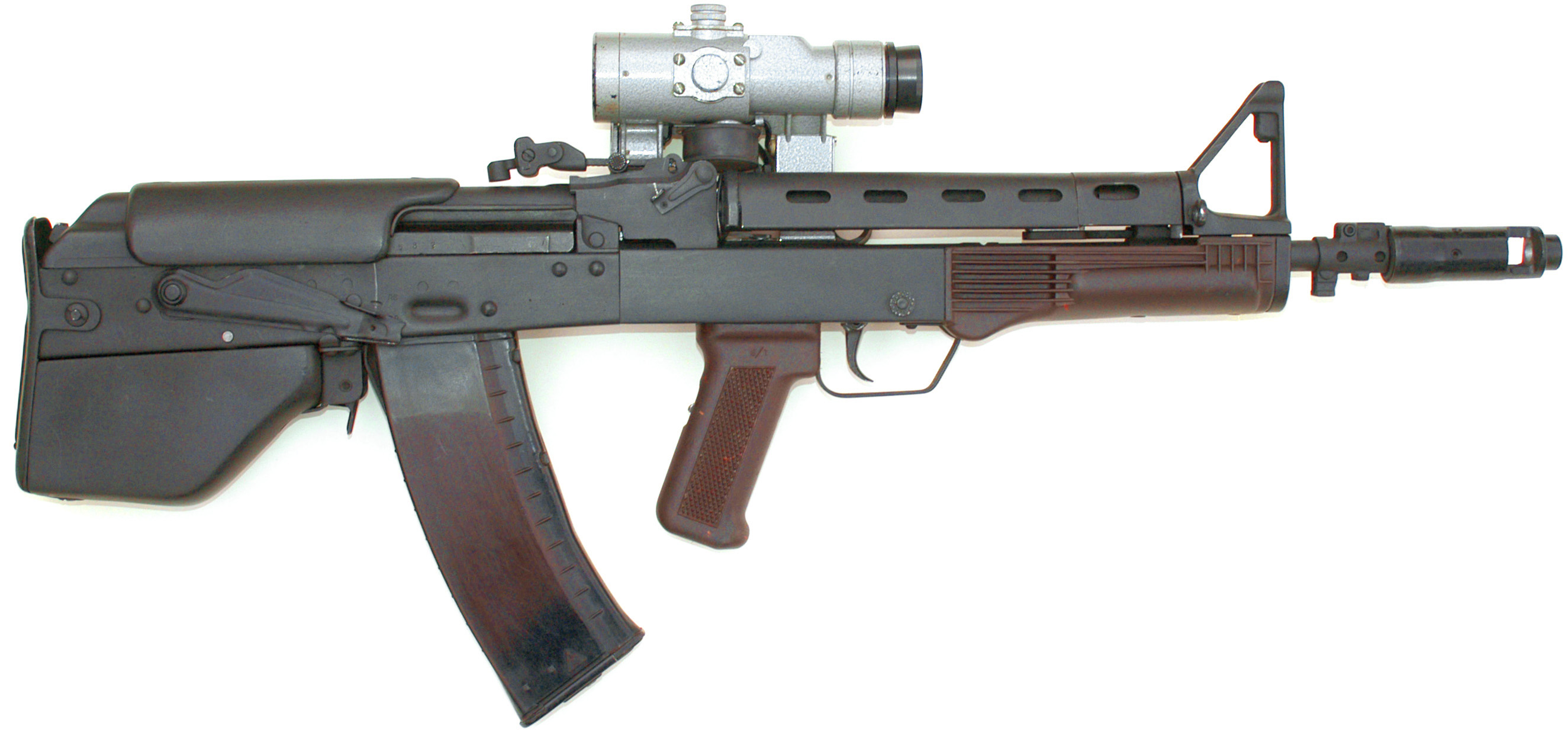
Vepr

Vepr（ヴェープル）（ウクライナ語: Вепр）とは、ウクライナで製造されるブルパップ方式アサルトライフルである。
“Вепр”は、ウクライナ語で猪を意味する単語である。

## 概要
2003年頃に設計されたアサルトライフルである。2003年8月28日に発表された。2004年10月9日までに10個が製造された。
当初、ウクライナ防衛大臣によってヴェープルは2010年よりウクライナ軍に採用予定とされていた。
しかし、2004年に発生したオレンジ革命の結果誕生した親欧米派のヴィクトル・ユシチェンコ政権によるNATOおよびEUへの接近政策の一環として、2009年より5.56mm NATO弾、9x19mmパラベラム弾、およびに独自に追加した5.45x39mm弾を使用するイスラエルIWI社原案のタボール、ネゲヴ、ガリル・スナイパー・モデルのライセンス生産をRPCフォート社にて開始した。こちらのタボールを採用する動きも生じ、ヴェープルが採用されるかは不透明な状況が続いていた。
ウクライナではその後も、オレンジ革命の時に敗北した親ロシア派のヴィクトル・ヤヌコーヴィチが2010年ウクライナ大統領選挙で当選し、さらに2014年ウクライナ騒乱によってヤヌコーヴィチが失脚し親米政権が再度樹立するなど、親米と親ロシアの間を揺れ動いた。その影響もあってかヴェープルとタボールのどちらが採用されるという発表もされなかった。2014年3月の時点では、ウクライナ軍でヴェープルが運用されている情報は確認できなかった。
その後、改良版のMalyukがウクライナ軍に採用された。
開発が発表された当初の広告では「AK-74を大幅に改修した次世代モデル」としていたが、実際はウクライナ軍が採用していたAK-74を直接ブルパップ方式とした設計であり、外観はAK-74の面影を残している。
使用弾薬は5.45x39mm弾で、AK-74向け30発マガジンを流用する。全長702 mm、バレル長415 mm、重量は3.45 kg（マガジン非装弾時）。フルオート時の連射速度は600 - 650発/分となっている。AK-74を踏襲した設計であるため、スペックは殆ど変わっていない。
作動方式もAK-74そのままで、ガス･オペレーション/ロングストローク･ピストンヘッド/ロテイティングボルト･システム（長ガス･ピストン方式）である。